# Pi Hongyan
Pi Hongyan (kinesisk: 皮红艳, pinyin: Pí Hóngyàn) (født 25. januar 1979) er en kvindelig badmintonspiller fra Frankrig. Hun blev født i Chongqing i Kina. 

## Karriere
Pi Hongyan er en af en række talentfulde kinesiskfødte badmintonspillere, der har emigreret fra Kina, delvist på grund af den intense konkurrence om pladserne på det kinesiske badmintonlandshold, delvist på grund af muligheden for at opnå status i sporten i et andet land. For Pis vedkommende bragte det hende til Frankrig. 
Hendes resultater omfatter sejre i damesingle i USA Open Badminton Championships (1999), German Open (2001, 2002), Bitburger Open (2001, 2002), Portugal Open (2001, 2003), Croatian International (2004), French Open (2003, 2004, 2005), Dutch Open (2004), Swiss Open (2005) og Denmark Open (2005). Ved EM i badminton har hun opnået sølv i 2004 og bronze i 2008. Hun tabte i finalen til Kinas Xie Xingfang i den prestigefyldte All-England Championships i 2007. 
Pi har nået kvartfinalen ved hvert af de sidste tre VM i badminton (2005, 2006 og 2007) samt ved OL i Beijing 2008.